# Gmina Rokiciny
Die Gmina Rokiciny ist eine Landgemeinde im Powiat Tomaszowski der Woiwodschaft Łódź in Polen. Ihr Sitz ist das gleichnamige Dorf.

## Gliederung
Zur Landgemeinde Rokiciny gehören 22 Dörfer mit einem Schulzenamt:
Albertów
Cisów
Eminów
Janków
Jankówek
Łaznowska Wola
Łaznów
Kolonia Łaznów
Łaznówek
Maksymilianów
Michałów
Mikołajów
Nowe Chrusty
Pogorzałe Ługi
Popielawy
Rokiciny
Rokiciny-Kolonia
Stare Chrusty
Stefanów
Wilkucice Duże
Wilkucice Małe
Weitere Ortschaften der Gemeinde sind Janinów und Reginów.

## Verkehr
Der Bahnhof Rokiciny und die Haltepunkte Chrusty Nowe und Łaznów liegen an der Bahnstrecke Warszawa–Katowice.